# Conrad David Arnold
Conrad David Arnold (* 1. September 1941 in Weingarten (Württemberg)) ist ein deutscher Maler, Graphiker, Bildhauer und Restaurator.

## Leben und Werk
Conrad David Arnold wurde als Sohn des Bildhauers Alfons Arnold geboren, der u. a. den Grundtyp der heutigen Plätzlermaske geschaffen hatte und wenige Monate nach Conrad Davids Geburt im Zweiten Weltkrieg fiel. Von 1955 bis 1958 absolvierte Conrad David Arnold eine Lehre als Kirchenmaler und Restaurator. Ab 1958 studierte er Malerei an der Akademie der Bildenden Künste München und arbeitete währenddessen zeitweise als Theatermaler an den Bayerischen Staatstheatern in München. 1962/63 unternahm er Studienreisen und ließ sich danach als freischaffender Künstler in Stuttgart nieder, kehrte jedoch 1965 nach Weingarten zurück. 1965 bis 1980 leitete Arnold Malkurse an der Volkshochschule Friedrichshafen, wo er viele erfolgreiche Schüler ausbildete. Seit 1980 widmete er sich ausschließlich seiner künstlerischen Laufbahn, unter Verzicht auf die Lehrtätigkeit. Arnold ist verheiratet.

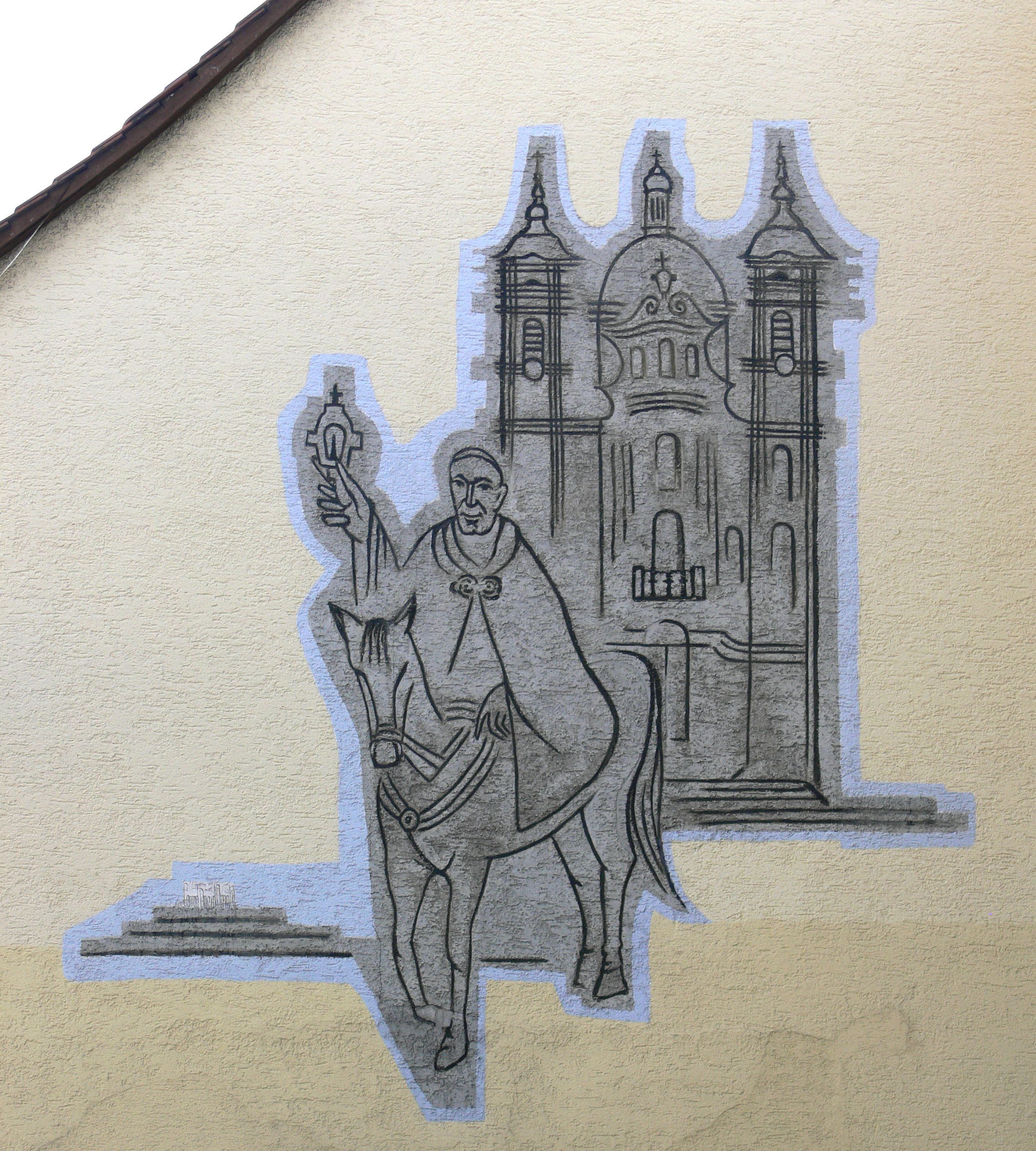
Wandgemälde von Conrad David Arnold mit Darstellung des Blutritts und der Basilika

Arnold entwickelte sich zum selbsternannten „Lichtmaler“, dessen Werke oft spirituelle Bilder – Engel, Lichtzellen und Energieformen – enthalten. Er malt überwiegend Porträts, Winter- und Landschaftsgemälde, Stillleben, Basilika-Darstellungen und engagierte sich in der Umsetzung spiritueller Inhalte. Besonderer Schwerpunkt liegt auf der barocken Basilika von Weingarten, die er in über 50 Bildern und auch in plastischen Arbeiten thematisierte. Insgesamt schuf er über 6000 Arbeiten – von Gemälden über Zeichnungen bis hin zu Skulpturen. Seine Werke wurden auf bedeutenden Messen und Galerien, u. a. auf der Kunstmesse Köln, Art Basel, Haus der Kunst in München und Kunstsalon Wolfsberg in Zürich präsentiert. Außerdem gab und gibt es regelmäßig Einzel- und Gruppen-Ausstellungen im In- und Ausland.